# Xanthomelanopsis
Xanthomelanopsis är ett släkte av tvåvingar. Xanthomelanopsis ingår i familjen parasitflugor.
Kladogram enligt Catalogue of Life:
| Xanthomelanopsis | \| \| Xanthomelanopsis articulata \| \| \| \| \| \| Xanthomelanopsis brasiliensis \| \| \| \| \| \| Xanthomelanopsis peruana \| \| \| \| \| \| Xanthomelanopsis trigonalis \| \| \| \| |
|                  | \| \| Xanthomelanopsis articulata \| \| \| \| \| \| Xanthomelanopsis brasiliensis \| \| \| \| \| \| Xanthomelanopsis peruana \| \| \| \| \| \| Xanthomelanopsis trigonalis \| \| \| \| |
|                  | Xanthomelanopsis articulata |
|                  | |
|                  | Xanthomelanopsis brasiliensis |
|                  | |
|                  | Xanthomelanopsis peruana |
|                  | |
|                  | Xanthomelanopsis trigonalis |
|                  | |